# Molophilus kirra
Molophilus kirra là một loài ruồi trong họ Limoniidae. Chúng phân bố ở miền Australasia.